# Oye Mi Canto!: Los Grandes Exitos
Oye Mi Canto!: Los Grandes Exitos – dwudziesty szósty album latynoamerykańskiej piosenkarki Glorii Estefan. Jest to jednocześnie jej piąty album składankowy. Album zebrał w większości pozytywne recenzje, chociaż wielu fanów było niezadowolonych z powodu nie umieszczenia na nim kilku ważnych przebojów, takich jak: „Mas Alla” czy „Tres Deseos”, które były przebojami TOP 10 na latynoskich listach bestsellerów. Krążek „Oye Mi Canto…” nie zdołał odnieść większego sukcesu komercyjnego, docierając jedynie do miejsca 36. listy najlepiej sprzedających się albumów latynoskich.

## Utwory

### Wersja amerykańska
1. „Mi Tierra”
2. „Abriendo Puertas”
3. „Con Los Años Que Me Quedan”
4. „Oye mi Canto”
5. „Santo Santo” (Duet z So Pra Contrariar)
6. „Si Voy a Perderte”
7. „No Te Olvidare”
8. „Cuba Libre”
9. „Si Señor!…”
10. „Como Me Duele Perderte”
11. „Ayer”
12. „No Me Dejes de Querer”
13. „Hoy” (Salsa Mix)
14. „Oye!”
15. „Tres Deseos”
16. „Desde La Oscuridad”
17. „Tu Fotografía”
18. „No Pretendo”

### Wersja światowa
1. „Mi Tierra”
2. „Abriendo Puertas”
3. „Con Los Años Que Me Quedan”
4. „Oye mi Canto”
5. „Santo Santo” (Duet z So Pra Contrariar)
6. „Si Voy a Perderte”
7. „Corazón Prohibido”
8. „Cuba Libre”
9. „Si Señor!…”
10. „Como Me Duele Perderte”
11. „Ayer”
12. „No Me Dejes de Querer”
13. „Hoy” (Salsa Mix)
14. „Oye!”
15. „Todo Pra Voce”
16. „Montuno”
17. „Tu Fotografía”
18. „No Pretendo”